# 패러노멀 로맨스

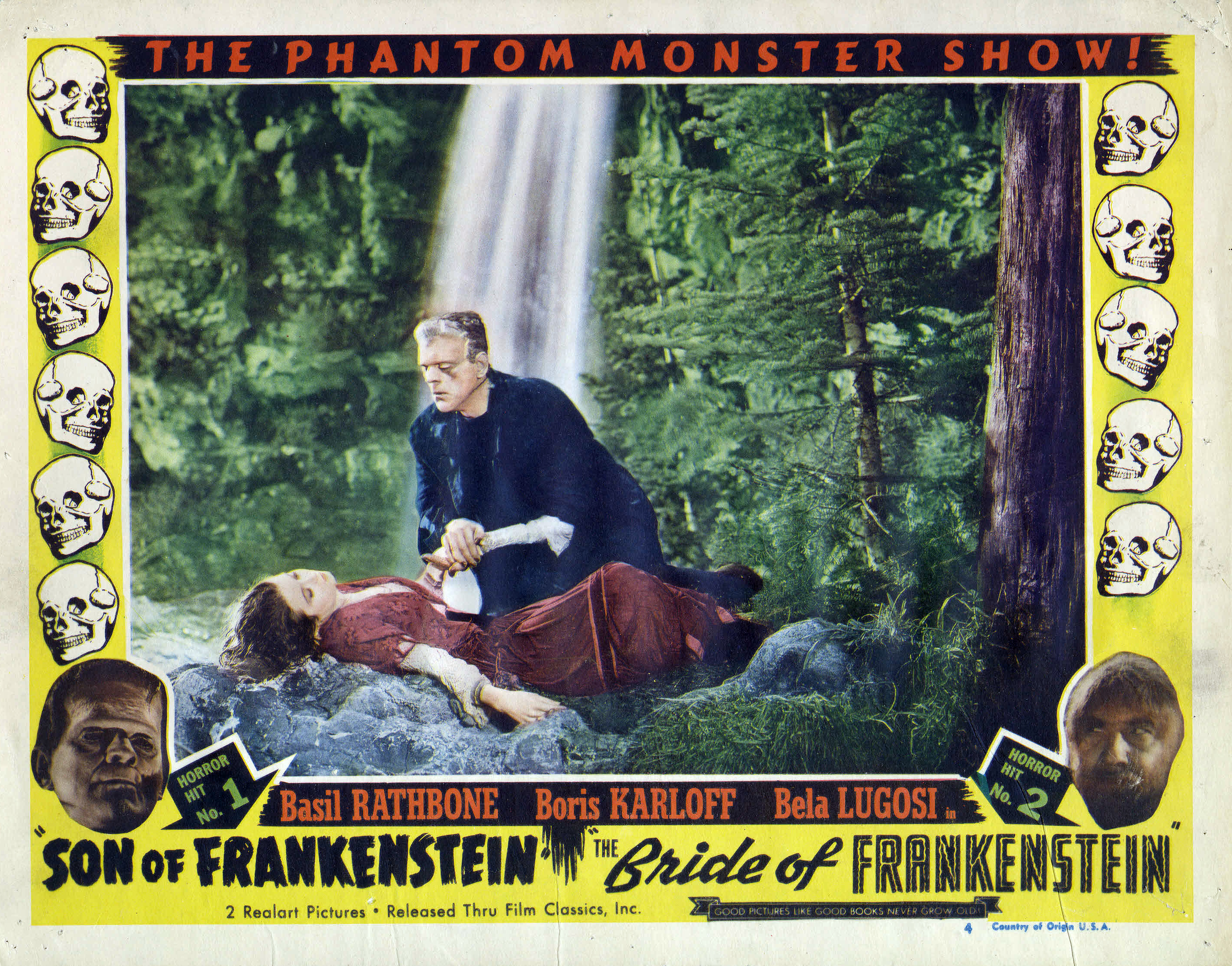

패러노멀 로맨스(Paranormal romance)는 로맨스 장르의 하위장르로, 일반적으로 판타지적인 캐릭터가 등장해 로맨스를 하는 스토리의 장르이다. 판타지, SF 등 비현실적인 요소가 등장하는 것이 특징이다. 대중적으로 알려진 패러노멀 로맨스 작품으로는 도깨비 (드라마)가 있다.